# Rimae Zupus
Le Rimae Zupus sono una struttura geologica della superficie della Luna.